# Santa Justa (Arraiolos)
Santa Justa ist ein Ort und eine ehemalige Gemeinde (Freguesia) im portugiesischen Kreis (Concelho) von Arraiolos. In der Gemeinde lebten 225 Einwohner (Stand 30. Juni 2011).
Am 29. September 2013 wurden die Gemeinden Santa Justa und São Gregório zur neuen Gemeinde União das Freguesias de São Gregório e Santa Justa zusammengefasst.